# Editorial Ivrea
Ivrea es una editorial de origen argentino que se especializa en la publicación de manga e historietas. Con más de 2500 libros publicados, es una de las más prolíficas de lengua castellana. Tiene oficinas en Buenos Aires (Argentina), Barcelona (España) y Helsinki (Finlandia).

## Historia
En 1997, nace en Buenos Aires, Argentina Editorial Ivrea, idea de Leandro Oberto con Pablo Ruiz, con la intención de desarrollar el mercado argentino de cómics, por entonces dependiente de ediciones extranjeras y sin editoriales locales de importancia. Entre sus primeras ediciones había gran cantidad de cómics de origen estadounidense que no tuvieron demasiada trascendencia, pero es una revista de información sobre dibujos animados japoneses, la revista Lazer de producción propia, que logra el éxito.
Ya en 1999, el enorme auge de la revista Lazer llevó a la empresa a incursionar en la publicación de diversos Manga; entre los que destacan Dragon Ball, Neon Genesis Evangelion, Bleach, Gantz, Vagabond, Saint Seiya, Rurouni Kenshin, Sailor Moon, Fullmetal Alchemist, Tokyo Ghoul y muchos más, estando a la cabeza en editoriales de manga en Argentina y entre los primeros tres lugares en España. En 2001 Ivrea abre la filial española, con oficinas en Barcelona. En 2005 muere Pablo Ruiz. En 2007 entran en el mercado de Finlandia, instalándose en Helsinki, donde también publican mangas. Las publicaciones difieren entre países debido a la disponibilidad de derechos y a los gustos de cada región en particular.
Tiene un legado e impacto importante en la distribución de mangas de forma legal para Argentina y el resto de Latinoamérica siendo el número uno en la competencia de traducción de mangas en la región. La editorial también es bastante conocida por implementar modismos argentinos en sus traducciones de las publicaciones.
La filial argentina editó historietas de autores argentinos, primero dentro de la revista Ultra entre las que se pueden mencionar 4 segundos y Anita: la Hija del Verdugo, y años más tarde, en un intento por reactivar la industria de historietas argentina, las obras de distintos autores entre los que se destacó Salvador Sanz con Legión y Nocturno y Andrea Jen con El delirio de Ani.

## Manga

### Shōnen
| Título                                         | Autor                                                                                  | Tomos Publicados                                                    | Bandera de Argentina | Bandera de España |
| ---------------------------------------------- | -------------------------------------------------------------------------------------- | ------------------------------------------------------------------- | -------------------- | ----------------- |
| 10th                                           | Yuko Inari                                                                             | 3                                                                   | Sí                   | Sí                |
| .hack//Legend of the Twilight                  | Tatsuya Hamasaki (guion) - Rei Izumi (dibujo)                                          | 6 (medios tomos)                                                    | Sí                   | No                |
| Act-Age                                        | Tatsuya Matsuki (guion) - Shiro Usazaki (dibujo)                                       | 5 (cancelada)                                                       | No                   | Sí                |
| Akame ga Kill!                                 | Takahiro Tashiro (guion) - Tetsuya Tashiro (dibujo)                                    | 15                                                                  | Sí                   | No                |
| Akuma no Riddle                                | Yun Kōga (guion) - Sunao Minitaka (dibujo)                                             | 5                                                                   | Sí                   | No                |
| Alice in Borderland                            | Haro Aso                                                                               | 9 (tomos dobles)                                                    | Sí                   | Sí                |
| ¡¡Amasando!! Ja-pan                            | Takashi Hashiguchi                                                                     | 26                                                                  | No                   | Sí                |
| Angelic Layer                                  | CLAMP                                                                                  | 5                                                                   | Sí                   | Sí                |
| AnoHana                                        | Mari Okada (guion) - Mitsu Izumi (dibujo)                                              | 3                                                                   | Sí                   | Sí                |
| AOI DESTRUCTION!                               | Kazurou Inoue                                                                          | 1                                                                   | Sí                   | Sí                |
| Ao no Flag                                     | KAITO                                                                                  | 8                                                                   | Sí                   | Sí                |
| Apocalypse no Toride                           | Yuu Kuraishi (guion) - Kazu Inabe (guion)                                              | 10                                                                  | No                   | Sí                |
| AQUA                                           | Kozue Amano                                                                            | 2                                                                   | No                   | Sí                |
| ARIA                                           | Kozue Amano                                                                            | 12                                                                  | No                   | Sí                |
| Archlord                                       | Park Jin-hwan                                                                          | 6                                                                   | Sí                   | Sí                |
| Así habló Kishibe Rohan                        | Hirohiko Araki                                                                         | 2                                                                   | Sí                   | Sí                |
| Ayakashi Triangle                              | Kentarō Yabuki                                                                         | 3                                                                   | Sí                   | Sí                |
| Bakuman                                        | Tsugumi Ohba (guion) - Takeshi Obata (dibujo)                                          | 20                                                                  | Sí                   | No                |
| Baoh                                           | Hirohiko Araki                                                                         | 1 (tomo único)                                                      | Sí                   | Sí                |
| Battle Club                                    | Yuji Shiozaki                                                                          | 6                                                                   | Sí                   | Sí                |
| Battle Club 2ND STAGE                          | Yuji Shiozaki                                                                          | 3                                                                   | Sí                   | Sí                |
| Beastars                                       | Paru Itagaki                                                                           | 10 (tomos dobles)                                                   | Sí                   | No                |
| Bestiarius                                     | Masasumi Kakizaki                                                                      | 7                                                                   | Sí                   | No                |
| Big Order                                      | Sakae Esuno                                                                            | 6 (Arg) (en curso) 8 (Esp) (en curso)                               | Sí                   | Sí                |
| Binbogami ga!                                  | Yoshiaki Sukeno                                                                        | 16                                                                  | No                   | Sí                |
| Black Clover                                   | Yūki Tabata                                                                            | 17                                                                  | Sí                   | No                |
| Bleach                                         | Tite Kubo                                                                              | 74                                                                  | Sí                   | No                |
| Blood+                                         | Asuka Katsura (dibujo) - Production I.G & Aniplex (idea original)                      | 5                                                                   | Sí                   | No                |
| Blood+ Adagio                                  | Kumiko Suekae (dibujo) - Production I.G & Aniplex (idea original)                      | 2                                                                   | Sí                   | No                |
| Blood+ Viaje Nocturno                          | Hirotaka Kisaragi (dibujo) - Production I.G & Aniplex (idea original)                  | 1                                                                   | Sí                   | No                |
| Blue Exorcist                                  | Kazue Kato                                                                             | 24                                                                  | Sí                   | No                |
| Brain Powerd                                   | Yukiru Sugisaki (realización) - Yoshiyuki Tomino (concepto original)                   | 4                                                                   | No                   | Sí                |
| Burn the Witch                                 | Tite Kubo                                                                              | 1 (en curso)                                                        | Sí                   | No                |
| Captain Tsubasa                                | Yoichi Takahashi                                                                       | 17 (en curso)                                                       | Sí                   | No                |
| Carole & Tuesday                               | Shin'ichirō Watanabe - Morito Yamataka & BONES                                         | 3                                                                   | Sí                   | Sí                |
| Change 123                                     | Iku Sakaguchi (guion) - Shiuru Iwasawa (dibujo)                                        | 12                                                                  | Sí                   | Sí                |
| Chainsaw Man                                   | Tatsuki Fujimoto                                                                       | 12                                                                  | Sí                   | No                |
| Code Geass: Lelouch, el de la Rebelión         | Majiko!                                                                                | 8                                                                   | Sí                   | Sí                |
| Code Geass: Suzaku, el del Contraataque        | Atsuro Yomino                                                                          | 2                                                                   | Sí                   | Sí                |
| Code Geass: La Pesadilla de Nunnally           | Tomomasa Takuma                                                                        | 5                                                                   | Sí                   | Sí                |
| Collage Perfecto                               | Kazurou Inoue                                                                          | 12                                                                  | No                   | Sí                |
| D.Gray-man                                     | Katsura Hoshino                                                                        | 25 (en curso)                                                       | Sí                   | Sí                |
| Dandadan                                       | Yukinobu Tatsu (guion) (dibujo)                                                        | 5 (en curso)                                                        | Sí                   | No                |
| Danganronpa: The Animation                     | Spike Chunsoft - Takashi Tsukimi                                                       | 4                                                                   | Sí                   | Sí                |
| DNA²                                           | Masakazu Katsura                                                                       | 5                                                                   | Sí                   | No                |
| Deadman Wonderland                             | Jinsei Kataoka (guion) - Kazuma Kondou (dibujo)                                        | 13                                                                  | Sí                   | Sí                |
| Desert Coral                                   | Wataru Murayama                                                                        | 5                                                                   | No                   | Sí                |
| Dr. Stone                                      | Riichiro Inagaki (guion) - Boichi (dibujo)                                             | 25 (en curso)                                                       | No                   | Sí                |
| Dragon Ball                                    | Akira Toriyama                                                                         | 42                                                                  | Sí                   | No                |
| Dragon Ball:Versión Color                      | Akira Toriyama                                                                         | 25 (en curso)                                                       | Sí                   | No                |
| Dragon Ball Super                              | Akira Toriyama (guion) - Toyotaro (dibujo)                                             | 23 (en curso)                                                       | Sí                   | No                |
| Dragon Ball Gaiden: Yamcha                     | Dragon Garow Lee                                                                       | 1                                                                   | Sí                   | No                |
| Durarara!!                                     | Ryohgo Narita (guion) - Akiyo Satorigi (dibujo)                                        | 4                                                                   | No                   | Sí                |
| Eden's Bowy                                    | Kitsune Tennouji                                                                       | 20                                                                  | No                   | Sí                |
| Erementar Gerad                                | Mayumi Azuma                                                                           | 18                                                                  | No                   | Sí                |
| Erementar Gerad: Aozora no Senki               | Mayumi Azuma                                                                           | 6 (en curso)                                                        | No                   | Sí                |
| Fairy Tail                                     | Hiro Mashima                                                                           | 35 (en curso)                                                       | Sí                   | No                |
| Fire Punch                                     | Tatsuki Fujimoto                                                                       | 8                                                                   | Sí                   | No                |
| Frieren: Más allá del final                    | Kanehito Yamada (guion) - Tsukasa Abe (dibujo)                                         | 2 (en curso)                                                        | Sí                   | No                |
| Frame Saber                                    | Takuma Tomomasa                                                                        | 3                                                                   | No                   | Sí                |
| Fullmetal Alchemist                            | Hiromu Arakawa                                                                         | 27                                                                  | Sí                   | No                |
| Goshimei desu! (El gigoló perfecto)            | Mayu Shinjō                                                                            | 1                                                                   | Sí                   | Sí                |
| Go-Tōbun no Hanayome                           | Negi Haruba                                                                            | 14                                                                  | Sí                   | No                |
| Haikyū!!                                       | Haruichi Furudate                                                                      | 10 (en curso)                                                       | Sí                   | No                |
| Hatsukoi Limited.                              | Mizuki Kawashita                                                                       | 4                                                                   | Sí                   | Sí                |
| Higehiro                                       | Shimesaba (idea original) - Imaru Adachi (realización) - Booota (diseño de personajes) | 1 (en curso)                                                        | Sí                   | Sí                |
| High School DxD                                | Ichiei Ishibumi (guion) - Hiroji Mishima (dibujo)                                      | 11                                                                  | Sí                   | Sí                |
| Highschool of the Dead                         | Daisuke Satō                                                                           | 7                                                                   | Sí                   | No                |
| Hungry Heart                                   | Yoichi Takahashi                                                                       | 6                                                                   | Sí                   | No                |
| Hunter × Hunter                                | Yoshihiro Togashi                                                                      | 16 (en curso)                                                       | Sí                   | No                |
| Inuyasha                                       | Rumiko Takahashi                                                                       | 9 (en curso) (edición wideban)                                      | Sí                   | No                |
| JoJo's Bizarre Adventure                       | Hirohiko Araki                                                                         | más de 40 (en curso) (edición bunko)                                | Sí                   | Sí                |
| Koe no Katachi (Una Voz Silenciosa)            | Yoshitoki Oima                                                                         | 7                                                                   | Sí                   | No                |
| El himno del corazón                           | Cho-heiwa Busters - Makoto Okui                                                        | 4                                                                   | No                   | Sí                |
| Matantei Loki Ragnarok                         | Sakura Kinoshita                                                                       | 12                                                                  | No                   | Sí                |
| My Hero Academia                               | Kōhei Horikoshi                                                                        | 32 (en curso)                                                       | Sí                   | No                |
| Vigilante: My Hero Academia Illegals           | Kōhei Horikoshi                                                                        | 13 (en curso)                                                       | Sí                   | No                |
| Neon Genesis Evangelion                        | Yoshiyuki Sadamoto                                                                     | (Varias Ediciones) Primera ed.: 28 (medios tomos) Ed. Deluxe: 14    | Sí                   | No                |
| One Piece                                      | Eiichirō Oda                                                                           | 1-33 42-67 (en curso)                                               | Sí                   | No                |
| Las perversiones de la Dra. Liam               | Motoki Takeuchi                                                                        | 4                                                                   | No                   | Sí                |
| Resident Evil: Marahawa Desire                 | Capcom (guion) - Naoki Serizawa (dibujo)                                               | 5                                                                   | Sí                   | No                |
| Rurouni Kenshin                                | Nobuhiro Watsuki                                                                       | 28                                                                  | Sí                   | No                |
| Saint Seiya                                    | Masami Kurumada                                                                        | (Varias Ediciones) Tankoubon: 28 Kanzenban: 4 (en curso)            | Sí                   | No                |
| Saint Seiya: Episode G                         | Megumu Okada                                                                           | 40 (medios tomos) (Arg) 20 (Esp)                                    | Sí                   | Sí                |
| Saint Seiya: Episode G Assassin                | Megumu Okada                                                                           | 5 (en curso)                                                        | No                   | Sí                |
| Saint Seiya: Next Dimension - Myth of Hades    | Masami Kurumada                                                                        | 12 (en curso)                                                       | Sí                   | Sí                |
| Saint Seiya: Saintia Sho                       | Chimaki Kuori                                                                          | 12 (en curso)                                                       | Sí                   | Sí                |
| Saint Seiya: The Lost Canvas - Hades Mythology | Shiori Teshirogi                                                                       | 50 (medios tomos)                                                   | Sí                   | No                |
| Slam Dunk                                      | Takehiko Inoue                                                                         | (Varias Ediciones) Tankoubon: 31 Kanzenban: 24 Deluxe: 9 (en curso) | Sí                   | Sí                |
| Suzumiya Haruhi no Yūutsu                      | Nagaru Tanigawa (guion) - Gaku Tsugano (dibujo)                                        | 20                                                                  | Sí                   | Sí                |
| Sword Art Online: Aincrad                      | Tamako Nakamura (manga) - Reki Kawahara (historia) - ABEC (diseño de personajes)       | 2                                                                   | Sí                   | No                |
| Tasogare Otome × Amnesia                       | Maybe                                                                                  | 10                                                                  | No                   | Sí                |
| The Candidate for Goddess                      | Yukiru Sugisaki                                                                        | 5                                                                   | No                   | Sí                |
| The Promised Neverland                         | Kaiu Shirai (guion) - Posuka Demizu (dibujo)                                           | 20                                                                  | Sí                   | No                |
| Tokyo Revengers                                | Ken Wakui                                                                              | 6 (en curso)                                                        | Sí                   | No                |
| Gamma (γ-Ganma)                                | Jun Ogino                                                                              | 5                                                                   | No                   | Sí                |
| Your Lie in April                              | Naoshi Arakawa                                                                         | 7 (en curso)                                                        | Sí                   | No                |
| Yū Yū Hakusho                                  | Yoshihiro Togashi                                                                      | (Varias Ediciones) Tankoubon: 28 (solo Arg) Kanzenban: 5 (en curso) | Sí                   | Sí                |

### Seinen
| Título                   | Autor                                                                                      | Tomos Publicados            | Bandera de Argentina | Bandera de España |
| ------------------------ | ------------------------------------------------------------------------------------------ | --------------------------- | -------------------- | ----------------- |
| Ajin                     | Gamon Sakurai (guion y dibujo) - Tsuina Miura (dibujo tomo 1)                              | 17                          | Sí                   | No                |
| Atelier of Witch Hat     | Kamome Shirahama                                                                           | 8 (en curso)                | Sí                   | No                |
| Btooom!                  | Junya Inoue                                                                                | 26                          | Sí                   | Sí                |
| Elfen Lied               | Lynn Okamoto                                                                               | 12                          | No                   | Sí                |
| Erased                   | Kei Sanbe                                                                                  | 8 + tomo especial           | Sí                   | No                |
| Gantz                    | Hiroya Oku                                                                                 | 37                          | Sí                   | No                |
| GUNNM                    | Yukito Kishiro                                                                             | 9                           | Sí                   | Sí                |
| GUNNM: Last Order        | Yukito Kishiro                                                                             | 12                          | Sí                   | Sí                |
| Hakaiju                  | Shingo Honda                                                                               | 21                          | No                   | Sí                |
| I Am a Hero              | Kengo Hanazawa                                                                             | 22                          | Sí                   | No                |
| Kaguya-sama: Love Is War | Aka Akasaka                                                                                | 14 (en curso)               | No                   | Sí                |
| Kill la Kill             | Ryo Akizuki (dibujo) - Trigger / Kazuki Nakashima (guion) - Kazuki Nakashima (supervisión) | 3                           | Sí                   | Sí                |
| Made in Abyss            | Akihito Tsukushi                                                                           | 10 (en curso)               | Sí                   | Sí                |
| Terra Formars            | Yu Sasuga (guion) - Ken'ichi Tachibana (dibujo)                                            | En curso                    | No                   | Sí                |
| Tokyo Ghoul              | Sui Ishida                                                                                 | 14                          | Sí                   | No                |
| Tokyo Ghoul: re          | Sui Ishida                                                                                 | 16                          | Sí                   | No                |
| One-Punch Man            | One (guion) - Yūsuke Murata (dibujo)                                                       | 23 (en curso)               | No                   | Sí                |
| Oshi no Ko               | Aka Akasaka (guion) - Mengo Yokoyari (dibujo)                                              | 2 (en curso)                | Sí                   | Sí                |
| Oyasumi Punpun           | Inio Asano                                                                                 | 13                          | Sí                   | No                |
| Sun-Ken Rock             | Boichi                                                                                     | 4 (tomos dobles) (en curso) | Sí                   | Sí                |
| Shūmatsu no Valkyrie     | Takumi Fukui - Shinya Umemura - Chika Aji                                                  | 12 (en curso)               | Sí                   | Sí                |
| Your Name                | Makoto Shinkai (guion) - Ranmaru Kotone (dibujo)                                           | 3                           | Sí                   | No                |
| Zetman                   | Masakazu Katsura                                                                           | 20                          | Sí                   | Sí                |

### Shōjo
| Título                        | Autor                   | Tomos Publicados                           | Bandera de Argentina | Bandera de España |
| ----------------------------- | ----------------------- | ------------------------------------------ | -------------------- | ----------------- |
| 17-sai, Kiss to Dilemma       | Rina Yagami             | 4                                          | Sí                   | Sí                |
| Akuma to Love Song            | Miyoshi Tomori          | 13                                         | No                   | Sí                |
| Ao Haru Ride                  | Io Sakisaka             | 13                                         | Sí                   | Sí                |
| Bokura ga Ita                 | Yuuki Obata             | 16                                         | Sí                   | Sí                |
| Cardcaptor Sakura             | CLAMP                   | (Varias Ediciones) Tankoubon: 12 Deluxe: 9 | Sí                   | No                |
| Cardcaptor Sakura: Clear Card | CLAMP                   | 9                                          | Sí                   | No                |
| Dengeki Daisy                 | Kyousuke Motomi         | 16                                         | No                   | Sí                |
| Hakushaku to Yōsei            | Mizue Tani y Ayuko      | 4                                          | No                   | Sí                |
| Moe Kare!!                    | Go Ikeyamada            | 7                                          | No                   | Sí                |
| NANA                          | Ai Yazawa               | 21 (en curso)                              | Sí                   | No                |
| Ore Monogatari!!              | Ayuko y Kazune Kawahara | 13                                         | No                   | Sí                |
| Sailor Moon                   | Naoko Takeuchi          | 12                                         | Sí                   | No                |
| Sailor Moon: Short Stories    | Naoko Takeuchi          | 2                                          | Sí                   | No                |
| Codename: Sailor V            | Naoko Takeuchi          | 2                                          | Sí                   | No                |

### Yaoi/BL
| Título          | Autor             | Tomos Publicados | Bandera de Argentina | Bandera de España |
| --------------- | ----------------- | ---------------- | -------------------- | ----------------- |
| Junjo Romantica | Shungiku Nakamura | 16 (en curso)    | Sí                   | Sí                |

### Yuri
| Título  | Autor     | Tomos Publicados | Bandera de Argentina | Bandera de España |
| ------- | --------- | ---------------- | -------------------- | ----------------- |
| Citrus  | Saburouta | 10               | Sí                   | Sí                |
| Citrus+ | Saburouta | 3                | Sí                   | Sí                |

## Novelas
| Título        | Autor                                                 | Tomos Publicados | Bandera de Argentina | Bandera de España |
| ------------- | ----------------------------------------------------- | ---------------- | -------------------- | ----------------- |
| Goblin Slayer | Kumo Kagyu (guion) - Noboru Kannatuki (ilustraciones) | 5 (en curso)     | Sí                   | Sí                |

## Manhwa
| Título                  | Autor                                                       | Tomos Publicados | Bandera de Argentina | Bandera de España |
| ----------------------- | ----------------------------------------------------------- | ---------------- | -------------------- | ----------------- |
| Ace                     | Kang E-Jin                                                  | 4                | No                   | Sí                |
| Archlord                | Park Jin-Hwan                                               | 6                | Sí                   | Sí                |
| BalJak                  | Young-ho Kim (dibujo) - Sang-young Jeon (guion)             | 12               | Sí                   | Sí                |
| Café Occult             | Orebalgum - Noh-Eun Ahn                                     | 6                | Sí                   | Sí                |
| Dangú                   | Park Joong-Ki                                               | 9                | No                   | Sí                |
| Forest of the Gray City | Uhm Jung-Hyun                                               | 2                | Sí                   | Sí                |
| Metal Heart             | Yoon Jae Ho                                                 | 16               | No                   | Sí                |
| Moon Boy                | Lee Young You                                               | 9                | No                   | Sí                |
| Nabi - The Prototype    | Kim Yeon-Joo                                                | 1                | Sí                   | Sí                |
| Orange Bubblegum        | Na-Young Moon                                               | 4                | No                   | Sí                |
| Solo Leveling           | Dubu (Redice Studio, realización) - Chugong (idea original) | 1 (en curso)     | Sí                   | No                |
| Wild School             | Jeong-Han Kim                                               | 4                | No                   | Sí                |

## Cómics

### Norteamericanos
| Título                              | Autor                                        | Tomos Publicados | Origen         | Bandera de Argentina | Bandera de España |
| ----------------------------------- | -------------------------------------------- | ---------------- | -------------- | -------------------- | ----------------- |
| 300                                 | Frank Miller                                 | 1                | Estados Unidos | Sí                   | No                |
| Fear Agent                          | Rick Remender, Tony Moore & Jerome Opeña     | 6 (de 6)         | Estados Unidos | Sí                   | No                |
| James Bond: VARGR                   | Warren Ellis & Jason Masters                 | Tomo único       | Estados Unidos | Sí                   | No                |
| Life Zero                           | Stefano Vietti & Marco Checchetto            | Tomo único       | Italia         | Sí                   | No                |
| Metal Gear Solid                    | Kris Oprisko & Ashley Wood                   | 2                | Estados Unidos | Sí                   | No                |
| Metal Gear Solid: Sons of Liberty   | Alex Garner & Ashley Wood                    | 2                | Estados Unidos | Sí                   | No                |
| Oink                                | John Mueller                                 | Tomo único       | Estados Unidos | Sí                   | No                |
| Sin City                            | Frank Miller                                 | 7 (de 7)         | Estados Unidos | Sí                   | No                |
| Sunstone                            | Stjepan Sejic                                | 5 (de 5)         | Estados Unidos | Sí                   | No                |
| Teenage Mutant Ninja Turtles        | Kevin Eastman, Tom Waltz, Dan Duncan, et al. | 8 (abierta)      | Estados Unidos | Sí                   | No                |
| The Maxx                            | Sam Kieth & William Messner-Loebs            | 7 (de 7)         | Estados Unidos | Sí                   | No                |
| X-Files Season 10                   | Joe Harris, Chris Carter y otros             | 3 (de 5)         | Estados Unidos | Sí                   | No                |
| Xerxes                              | Frank Miller                                 | 1                | Estados Unidos | Sí                   | No                |
| Masters of The Universe: Revelation | Kevin Smith                                  | 1                | Estados Unidos | Sí                   | No                |

### Otros cómics editados
| Título                                         | Autor                                                        | Tomos Publicados | Origen           | Bandera de Argentina | Bandera de España |
| ---------------------------------------------- | ------------------------------------------------------------ | ---------------- | ---------------- | -------------------- | ----------------- |
| Anita: la hija del verdugo                     | Juan Bobillo, Marcelo Sosa, Gabriel Bobillo y Néstor Pereyra | 1                | Argentina        | Sí                   | No                |
| Automatic Kilombo                              | Sergio Coronel                                               | 1                | Argentina        | Sí                   | No                |
| Casa de Brujas (Spin-off de Reparaciones Fina) | Patricia Leonardo                                            | 1                | Argentina        | Sí                   | No                |
| El delirio de Ani                              | Andrea Jen                                                   | Tomo único       | Argentina        | Sí                   | Sí                |
| El negro Blanco                                | Carlos Trillo y Ernesto García Seijas                        | 10               | Argentina        | Sí                   | No                |
| Legión                                         | Salvador Sanz                                                | 1                | Argentina        | Sí                   | Sí                |
| Mar del Plata                                  | Agustín Dib y Juan Pablo Vázquez                             | 1                | Argentina        | Sí                   | Sí                |
| Nocturno                                       | Salvador Sanz                                                | 1                | Argentina        | Sí                   | No                |
| Operación TowerTank                            | Gabriel Luque                                                | 1                | Argentina        | Sí                   | No                |
| Real Clohe                                     | Luciano Vecchio y Javier Barrera                             | 1                | Argentina        | Sí                   | Sí                |
| Reparaciones Fina                              | Patricia Leonardo                                            | 1                | Argentina        | Sí                   | Sí                |
| Saihōshi, el guardián                          | Studio Kôsen (Aurora García y Diana Fernández)               | 1                | España           | Sí                   | Sí                |
| Sick Bird                                      | Carlos Trillo y Juan Bobillo                                 | 3                | Argentina        | Sí                   | No                |
| Stallion                                       | Studio Kôsen (Aurora García y Diana Fernández)               | 1                | España           | No                   | Sí                |
| Taca tac                                       | Feliciano García y Andrés Goldestein                         | 1                | Argentina/España | No                   | Sí                |
| La Isla de los Inmortales                      | Deivid y Eru                                                 | webcomic         | Argentina/España | Sí                   | NO                |

## Eventos
En Argentina Ivrea realizó trimestralmente fiestas en discotecas apuntadas al público lector de cómics y anime. Llevaron por nombre Lazermaniacs y Lazer Royale, divididas en Lazer Day (apto para todo público) y Lazer Night (mayores de 18). En las mismas hubo concursos de cosplay (personas disfrazadas de personajes de animes), proyecciones, AMVs, stands, sorteos.
En el pasado participó en la organización de la convención Expocomics & Anime (2001). También fue expositor en convenciones como Fantabaires  (1996 - 2000), Fancomix (2003), Megacomics (2004 - 2006), Animate! (2007 - 2009) y El Salón del Cómic y el Anime (2007 y 2009), como así también en la Feria Internacional del Libro de Buenos Aires durante los últimos años. En España, es normal ver stands suyos en el célebre Salón del Manga de Barcelona.
En 2008 coorganizó Tokyo Weekend, evento realizado en el Centro Cultural Buen Ayre en el que el famoso cantante del grupo japonés Make-Up, Nobuo Yamada interpretó temas de Saint Seiya, anime de inmensa popularidad.